# Paral·lel 21° nord
El paral·lel 21° nord és una línia de latitud que es troba a 21 graus nord de la línia equatorial terrestre. Travessa l'Àfrica, Àsia, l'oceà Índic, l'oceà Pacífic, Centreamèrica, el Carib i l'oceà Atlàntic.

## Geografia
En el sistema geodèsic WGS84, al nivell de 21° de latitud nord, un grau de longitud equival a 103,970 km; la longitud total del paral·lel és de 37.429 km, que és aproximadament 93,4% de la de l'equador. Es troba a una distància de 2.323 km de l'equador i a 7.679 km del pol Nord.
Igual que tots els altres paral·lels a part de l'equador,el paral·lel 21° nord no és un cercle màxim i, per tant, no és la distància més curta entre dos punts, fins i tot si són a la mateixa latitud. Per exemple, seguint el paral·lel, la distància recorreguda entre dos punts de longitud oposada és 18.715  km; després d'un cercle màxim (que passa pel Pol Nord), només és 15.358  km.

## Durada del dia
En aquesta latitud, el sol és visible durant 13 hores i 25 minut a l'estiu, i 10 hores i 51 minuts en solstici d'hivern.

## Arreu del món
Començant al meridià de Greenwich i dirigint-se cap a l'est, el paral·lel 21º passa per:
| Coordenades                               | País, territori o mar        | Notes                                                                                        |
| ----------------------------------------- | ---------------------------- | -------------------------------------------------------------------------------------------- |
| 21° 0′ N, 0° 0′ E / 21.000°N,0.000°E      | Mali                         |                                                                                              |
| 21° 0′ N, 1° 11′ E / 21.000°N,1.183°E     | Algèria                      |                                                                                              |
| 21° 0′ N, 7° 42′ E / 21.000°N,7.700°E     | Níger                        |                                                                                              |
| 21° 0′ N, 15° 36′ E / 21.000°N,15.600°E   | Txad                         |                                                                                              |
| 21° 0′ N, 21° 5′ E / 21.000°N,21.083°E    | Líbia                        |                                                                                              |
| 21° 0′ N, 25° 0′ E / 21.000°N,25.000°E    | Sudan                        |                                                                                              |
| 21° 0′ N, 37° 7′ E / 21.000°N,37.117°E    | Mar Roig                     |                                                                                              |
| 21° 0′ N, 39° 17′ E / 21.000°N,39.283°E   | Aràbia Saudita               |                                                                                              |
| 21° 0′ N, 55° 20′ E / 21.000°N,55.333°E   | Oman                         |                                                                                              |
| 21° 0′ N, 58° 48′ E / 21.000°N,58.800°E   | Oceà Índic                   | Mar d'Aràbia                                                                                 |
| 21° 0′ N, 70° 14′ E / 21.000°N,70.233°E   | Índia                        | Gujarat – Península de Kathiawar                                                             |
| 21° 0′ N, 71° 40′ E / 21.000°N,71.667°E   | Oceà Índic                   | Golf de Khambhat                                                                             |
| 21° 0′ N, 72° 44′ E / 21.000°N,72.733°E   | Índia                        | Gujarat Maharashtra Chhattisgarh Orissa                                                      |
| 21° 0′ N, 86° 53′ E / 21.000°N,86.883°E   | Oceà Índic                   | Golf de Bengala                                                                              |
| 21° 0′ N, 92° 11′ E / 21.000°N,92.183°E   | Bangladesh                   |                                                                                              |
| 21° 0′ N, 92° 16′ E / 21.000°N,92.267°E   | Myanmar (Burma)              |                                                                                              |
| 21° 0′ N, 100° 33′ E / 21.000°N,100.550°E | Laos                         |                                                                                              |
| 21° 0′ N, 103° 4′ E / 21.000°N,103.067°E  | Vietnam                      | Terra ferma i algunes illes; passa a través de Hanoi                                         |
| 21° 0′ N, 107° 50′ E / 21.000°N,107.833°E | Mar de la Xina Meridional    | Golf de Tonquín - passa just al sud de l'illa Weizhou, Guangxi, República Popular de la Xina |
| 21° 0′ N, 109° 41′ E / 21.000°N,109.683°E | República Popular de la Xina | Guangdong (Península de Leizhou i illa Donghai)                                              |
| 21° 0′ N, 110° 31′ E / 21.000°N,110.517°E | Mar de la Xina Meridional    | passa just al sud de l'illa Mavudis, Filipines                                               |
| 21° 0′ N, 121° 56′ E / 21.000°N,121.933°E | Oceà Pacífic                 | Passa entre les illes de Molokai i Lanai, Hawaii, Estats Units                               |
| 21° 0′ N, 156° 40′ O / 21.000°N,156.667°O | Estats Units                 | Illa de Maui, Hawaii                                                                         |
| 21° 0′ N, 156° 33′ O / 21.000°N,156.550°O | Oceà Pacífic                 |                                                                                              |
| 21° 0′ N, 105° 20′ O / 21.000°N,105.333°O | Mèxic                        |                                                                                              |
| 21° 0′ N, 97° 19′ O / 21.000°N,97.317°O   | Golf de Mèxic                | Golf de Campeche                                                                             |
| 21° 0′ N, 90° 20′ O / 21.000°N,90.333°O   | Mèxic                        | Península del Yucatán                                                                        |
| 21° 0′ N, 86° 49′ O / 21.000°N,86.817°O   | Mar del Carib                |                                                                                              |
| 21° 0′ N, 79° 13′ O / 21.000°N,79.217°O   | Cuba                         | Cayos Doce Leguas                                                                            |
| 21° 0′ N, 79° 10′ O / 21.000°N,79.167°O   | Mar del Carib                |                                                                                              |
| 21° 0′ N, 78° 26′ O / 21.000°N,78.433°O   | Cuba                         |                                                                                              |
| 21° 0′ N, 75° 34′ O / 21.000°N,75.567°O   | Oceà Atlàntic                |                                                                                              |
| 21° 0′ N, 73° 42′ O / 21.000°N,73.700°O   | Bahames                      | Illa Gran Inagua                                                                             |
| 21° 0′ N, 73° 8′ O / 21.000°N,73.133°O    | Oceà Atlàntic                | Passa al sud de les illes més al sud de Illes Turks i Caicos                                 |
| 21° 0′ N, 17° 3′ O / 21.000°N,17.050°O    | Sàhara Occidental            | reclamat per Marroc – Península de Ras Nouadhibou                                            |
| 21° 0′ N, 17° 2′ O / 21.000°N,17.033°O    | Mauritània                   | Península de Ras Nouadhibou                                                                  |
| 21° 0′ N, 17° 0′ O / 21.000°N,17.000°O    | Oceà Atlàntic                |                                                                                              |
| 21° 0′ N, 16° 50′ O / 21.000°N,16.833°O   | Mauritània                   |                                                                                              |
| 21° 0′ N, 6° 6′ O / 21.000°N,6.100°O      | Mali                         |                                                                                              |